# MLB Draft 1976
Der MLB Draft 1976 war der zwölfte Draft, der von der Major League Baseball veranstaltet wurde. An erster Stelle wurde Floyd Bannister von den Houston Astros ausgewählt. 

## Hintergrund
Im Draft 1976 spielte die Mannschaft der Arizona State University eine entscheidende Rolle: Nicht nur der an erster Stelle ausgewählte Floyd Bannister (von den Houston Astros) und Ken Landreaux als sechster Spieler (von den California Angels), sondern noch weitere zehn Spieler schafften anschließend den Sprung in die Major League Baseball. Damit gilt das Team als eine der besten Universitäts-Mannschaften aller Zeiten. 
Doch nicht nur die Mannschaft der Arizona State University brachte einige Talente hervor. Von den ersten zehn gewählten Spielern liefen alle später in der MLB auf. Zu den Talenten, die im Juni-Draft gewählt wurden, zählen unter anderem Rickey Henderson von den Oakland Athletics, Alan Trammell, Jack Morris und Dan Petry von den Detroit Tigers, Wade Boggs und Bruce Hurst von den Boston Red Sox, Steve Trout von den Chicago White Sox, Leon Durham von den St. Louis Cardinals und Pat Tabler von den New York Yankees.

## Erstrundenwahlrecht
|  | = All-Star |  |  | = Baseball Hall of Famer |

| Pick | Spieler         | Mannschaft            | Position | Schule                             |
| ---- | --------------- | --------------------- | -------- | ---------------------------------- |
| 1    | Floyd Bannister | Houston Astros        | LHP      | Arizona State University           |
| 2    | Pat Underwood   | Detroit Tigers        | LHP      | Kokomo, Indiana                    |
| 3    | Ken Smith       | Atlanta Braves        | 3B       | Youngstown, Ohio                   |
| 4    | Bill Bordley    | Milwaukee Brewers     | LHP      | Rolling Hills Estates, Kalifornien |
| 5    | Bob Owchinko    | San Diego Padres      | LHP      | Eastern Michigan University        |
| 6    | Ken Landreaux   | California Angels     | OF       | Arizona State University           |
| 7    | Herm Segelke    | Chicago Cubs          | RHP      | South Sacramento, Kalifornien      |
| 8    | Steve Trout     | Chicago White Sox     | LHP      | South Holland, Illinois            |
| 9    | Bob James       | Montreal Expos        | RHP      | Sunland, Kalifornien               |
| 10   | Jamie Allen     | Minnesota Twins       | 3B-RHP   | Yakima, Washington                 |
| 11   | Mark Kuecker    | San Francisco Giants  | SS       | Brenham, Texas                     |
| 12   | Billy Simpson   | Texas Rangers         | OF       | Lakewood, Kalifornien              |
| 13   | Tom Thurberg    | New York Mets         | OF-RHP   | South Weymouth, Massachusetts      |
| 14   | Tim Glass       | Cleveland Indians     | C        | Springfield, Ohio                  |
| 15   | Leon Durham     | St. Louis Cardinals   | 1B       | Cincinnati, Ohio                   |
| 16   | Pat Tabler      | New York Yankees      | OF       | Cincinnati, Ohio                   |
| 17   | Jeff Kraus      | Philadelphia Phillies | SS       | Cincinnati, Ohio                   |
| 18   | Ben Grzybek     | Kansas City Royals    | RHP      | Hialeah, Florida                   |
| 19   | Mike Scioscia   | Los Angeles Dodgers   | C        | Morton, Pennsylvania               |
| 20   | Dallas Williams | Baltimore Orioles     | OF       | Brooklyn, New York                 |
| 21   | Jim Parke       | Pittsburgh Pirates    | RHP      | Sterling Heights, Michigan         |
| 22   | Bruce Hurst     | Boston Red Sox        | LHP      | St. George, Utah                   |
| 23   | Mark King       | Cincinnati Reds       | RHP      | Owensboro, Kentucky                |
| 24   | * Mike Sullivan | Oakland Athletics     | RHP      | Woodbridge, Virginia               |

* Hat keinen Vertrag unterschrieben